# El albergue rojo (2007)
El albergue rojo es una película francesa dirigida por Gérard Krawczyk estrenada en Francia el 5 de diciembre de 2007. Es un versión de película homónima dirigida en 1951 por Claude Autant-Lara.

## Sinopsis
A finales del siglo XIX, el siniestro albergue de Croûteux se alza en medio de salvaje e inquietantes montañas en la zona ardéchois.
El establecimiento lo llevan Pierre (Christian Clavier) y Rose (Josiane Balasko), una pareja de alberguistas que hace regularmente asesinar por Violet — su hijo adoptivo sordo — los viajeros solitarios para desvalijarlos.
Una noche de tormenta, una diligencia con dificultades encuentra refugio en el  albergue. Entre los viajeros, el buen cura Carnus (Gérard Jugnot) tiene bajo su responsabilidad a un novicio al que debe conducir a un monasterio perdido en la montaña.
Martin el alberguista se entera de que el trazado de una nueva ruta va a desviar a los viajeros de su establecimiento. Temiendo la ruina, decide suprimir y luego deshacerse de los viajeros, a pesar de la oposición de su mujer a que mate al cura.

## Desarrollo
En 1830, un alberguista pide a su hijo Violet, un sordo, que mate un cerdo. Violet sacude la cabeza para decir no. Su padre le reprocha que quiera más a los cerdos que a sus padres y le pide por última vez que mate un cerdo. Violet entra en el chiquero y llama a un cerdo y lo mata con un enorme maza de madera. Más lejos, un hombre con un oso vestido con un gorro con cascabeles se dirigen al albergue de Crouteux. En el albergue, una mujer tira una carta sobre una mesa y ve un esqueleto con una hoz y dice a su marido que algo malo va a pasar y que era la segunda vez que sacaba “la muerte”. Su marido le cuenta que su hijo en quiere matar las bestias y Violet entra y se tira en brazos de su madre. Pero llaman a la puerta del albergue y Martin, el patrón, abre la primera puerta y grita con espanto viendo el rostro del oso. Su amo calma al alberguista diciéndole que el oso está amaestrado y promete a los alberguistas pagar el doble enseñándoles una bolsa que él sacude. La mujer murmura a su marido que el viajero está herido y que lleva dinero. Martin pide al viajero que amarre el oso en la granja. En a casa, Rose que es la mujer del alberguista cuida al viajero con miel y cera para madera y le avisa de que duele un poco. El viajero gime al sentir el medicamento y detrás de un reloj, en un pequeño agujero, Martin ve al viajero seduciendo a Rose pero Martin no se da cuenta de que la tortilla está quemándose. Rose entra en la cocina y Martin la amenaza con un cuchillo de cocina y Rose le dice que sus celos le perderán. Más tarde, Martin entra en el hall con escándalo y dice que el oso está en la cocina. El viajero coge su bastón y entra lentamente en la cocina.  Martin cierra la puerta de la cocina y se oye un ruido en ésta. Rose se preocupa por su hijo y pregunta dónde está y Martin cice que él está en la cocina y que el oso está aún amarrado en la granja. Entran en la cocina y descubren que todo está revuelto. Rose llora por su cocina mientras que Martin reprocha a su hijo que no sepa hacer nada limpiamente y le encarga matar al oso en la granja sin destrozarla. Violet se niega. Martin se quita su cinturón para castigar a su hijo pero Rose se muestra más amable con Violet y le promete que podrá guardar la cabeza del oso para hacer una máscara para el martes de carnaval. Muy contento Violet va a matar el oso pero cuando abre la puerta de la granja, no encuentra el oso.
Más lejos, un cura y un joven rezan y el cura murmura al oír los rugidos del oso. El joven explica que es un gran oso pero el cura no lo cree y siguen su camino. Bastante más lejos, una carroza llena de pasajeros va en ruta. Más tarde, el cura y el joven se cruzan con la carroza y piden si pueden dejarles un sitio pero como nadie quiere dejar su sitio, la condesa obliga a su hijo a hacer salir al leñador. El leñador sale de la carroza de mala gana.  Pero cuando llegan cerca del albergue, son atacados por el osos del viajero. El leñador rompe un vidrio de la carroza para matar al oso pero el cochero les anuncia que un eje de la carreta se ha roto y que deben repararlo rápidamente. La chica propone pasar la noche en “El Albergue de Crouteux" pero la condesa se niega a comer y dormir en una vieja casa llena de bichos.La chica los calma y continúan su camino hacia el albergue. 
En el albergue, los propietarios queman las pertenencias de los viajeros en la chimenea para deshacerse de las pruebas.

## Ficha Técnica
- Dirección: Gérard Krawczyk
- Guion: Christian Clavier y Michel Delgado
- Producción: Christian Fechner et Hervé Truffaut
- Director de Producción: Jean-Louis Nieuwbourg
- Imagen: Gérard Sterin
- Montaje: Nicolas Trembasiewicz
- Música: Alexandre Azaria
- Vestuario: Olivier Bériot

## Distribución
- Christian Clavier: Pierre Martin
- Josiane Balasko: Rose Martin
- Gérard Jugnot: Père Carnus
- Jean-Baptiste Maunier: Octave
- Sylvie Joly: Comtesse de Marcillac
- Anne Girouard: Marie-Odile de Marcillac
- Urbain Cancelier: Philippe de Marcillac
- François-Xavier Demaison: Simon Barbeuf
- Jean-Christophe Bouvet: Maitre Rouget
- Laurent Gamelon: El leñador
- Juliette Lamboley: Mathilde

## Traducción
- Esta entrada es una traducción L'Auberge_rouge_(film,_2007) versión:http://fr.wikipedia.org/wiki/L%27Auberge_rouge_(film,_2007)